# 初值定理
在数学分析中，初值定理是将时间趋于零时的頻域表达式与時域行为建立联系的定理。
它简称为IVT。
令
{\displaystyle F(s)=\int _{0}^{\infty }f(t)e^{-st}\,dt}
为 ƒ(t) 的（单边）拉普拉斯变换。初值定理表明
{\displaystyle \lim _{t\to 0}f(t)=\lim _{s\to \infty }{sF(s)}.\,}

## 证明
基于导数的拉普拉斯变换，我们有：
{\displaystyle sF(s)=f(0^{-})+\int _{t=0^{-}}^{\infty }e^{-st}f^{'}(t)dt}
因此：
{\displaystyle \lim _{s\to \infty }sF(s)=\lim _{s\to \infty }\left[f(0^{-})+\int _{t=0^{-}}^{\infty }e^{-st}f^{'}(t)dt\right]}
但在 t=0− 到 t=0+ 之间，{\displaystyle \lim _{s\to \infty }e^{-st}} 是不确定的；为了避免这种情况，可以通过对两段区间分别积分求得：
{\displaystyle \lim _{s\to \infty }\left[\int _{t=0^{-}}^{\infty }e^{-st}f^{'}(t)dt\right]=\lim _{s\to \infty }\left\{\lim _{\epsilon \to 0^{+}}\left[\int _{t=0^{-}}^{\epsilon }e^{-st}f^{'}(t)dt\right]+\lim _{\epsilon \to 0^{+}}\left[\int _{t=\epsilon }^{\infty }e^{-st}f^{'}(t)dt\right]\right\}}
在第一个表达式中 0−<t<0+, e−st=1。在第二个表达式中，可以交换积分和取极限的次序。同时在 0+<t<∞ 时 {\displaystyle \lim _{s\to \infty }e^{-st}(t)} 为零。故：
{\displaystyle {\begin{aligned}\lim _{s\to \infty }\left[\int _{t=0^{-}}^{\infty }e^{-st}f^{'}(t)dt\right]&=\lim _{s\to \infty }\left\{\lim _{\epsilon \to 0^{+}}\left[\int _{t=0^{-}}^{\epsilon }f^{'}(t)dt\right]\right\}+\lim _{\epsilon \to 0^{+}}\left\{\int _{t=\epsilon }^{\infty }\lim _{s\to \infty }\left[e^{-st}f^{'}(t)dt\right]\right\}\\&=f(t)|_{t=0^{-}}^{t=0^{+}}+0\\&=f(0^{+})-f(0^{-})+0\\\end{aligned}}}
通过用这个结果在主方程中进行代换就得到：
{\displaystyle \lim _{s\to \infty }sF(s)=f(0^{-})+f(0^{+})-f(0^{-})=f(0^{+})}